# Athelges lacertosi
Athelges lacertosi är en kräftdjursart som beskrevs av Pike 1961. Athelges lacertosi ingår i släktet Athelges och familjen Bopyridae.
Artens utbredningsområde är havet kring Nya Zeeland. Inga underarter finns listade i Catalogue of Life.